# Patrick Lynch (duchowny)
Patrick Kieran Lynch (ur. 27 kwietnia 1947 w Corku) – brytyjski duchowny rzymskokatolicki irlandzkiego pochodzenia, sercanin biały, w latach 2006–2020 biskup pomocniczy Southwark.

## Życiorys
23 sierpnia 1965 złożył śluby zakonne w zgromadzeniu sercan białych. 21 lipca 1972 przyjął święcenia kapłańskie. Przez kilkanaście lat pracował jako duszpasterz parafii zakonnych, zaś w 1984 został dyrektorem domu formacyjnego w Londynie. Był także m.in. wikariuszem biskupim ds. życia komsekrowanego w archidiecezjach westminsterskiej i Southwark oraz przełożonym angielsko-irlandzkiej prowincji sercanów.
28 grudnia 2005 papież Benedykt XVI mianował go biskupem pomocniczym Southwark ze stolicą tytularną Castrum. Sakry udzielił mu 14 lutego 2006 Kevin McDonald, ówczesny arcybiskup metropolita Southwark. On też wyznaczył mu zarządzanie południowo-wschodnią częścią archidiecezji.
28 listopada 2020 papież Franciszek przyjął jego rezygnację z pełnionej funkcji.